# Nassirdin Issanow
Nassirdin Issanowitsch Issanow (russisch und kirgisisch Насирдин Исанович Исанов, wiss. Transliteration Nasirdin Isanovič Isanov; * 7. November 1943 in Kök-Bel, Rajon Nookat, Oblus Osch, KiSSR, UdSSR; † 29. November 1991) war ein kirgisischer Politiker. Zuletzt war er im Jahr 1991 für 311 Tage erster Premierminister der kirgisischen Republik nach der Unabhängigkeit von der Sowjetunion.

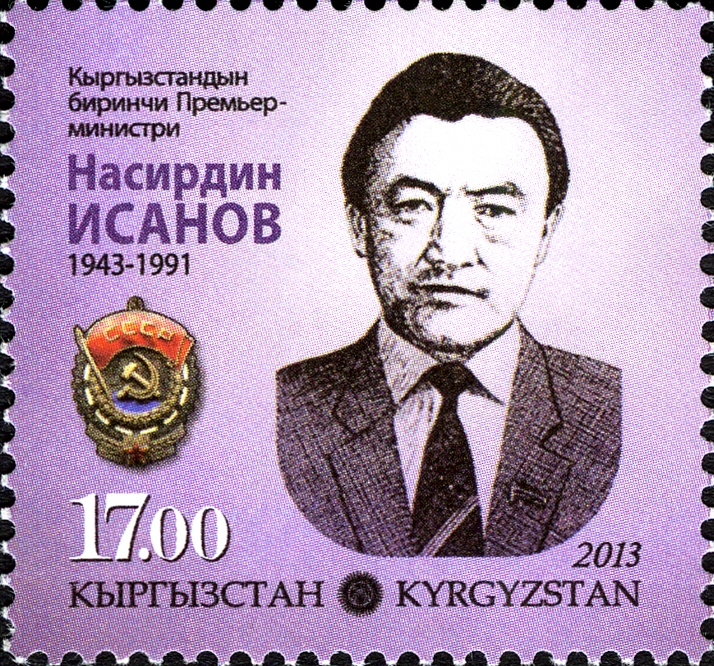
Anlässlich Issanows 70. Geburtstags wurde eine ihm gewidmete Briefmarke herausgegeben

## Leben
Issanow kam am 7. November 1943 im Dorf Kök-Bel im Süden der Kirgisischen Sozialistischen Sowjetrepublik zur Welt. Im Jahr 1960 trat er in das Moskauer Institut für Bauingenieurswesen W. Kujbischew ein, wo er sechs Jahre lang studierte. Nach seinem Abschluss im Jahr 1966 verließ er Moskau und kehrte nach Kirgisistan zurück. Dort trat er im Jahr 1969 der KPdSU bei. Im Jahr 1970 wurde er zum Leiter der Bauabteilung des Oscher Regionalkomitees der Kommunistischen Partei der Kirgisischen SSR ernannt, ehe er Sekretär der Parteiorganisation Naryngidroenergostroj wurde. Anschließend war er ab 1974 erster Sekretär des Regionalkomitees des Komsomol in der Oblast Osch, bevor er 1976 zum stellvertretenden Leiter der Abteilung für Bauwesen und Stadtplanung des Zentralkomitees der Kommunistischen Partei Kirgisistans befördert wurde. Nach einer Reform fungierte er als stellvertretender Vorsitzender eines neugebildeten Komitees im Rang eines Regierungsministers. 1989 wurde er zum Vorsitzenden des Exekutivkomitees des Rates der Volksabgeordneten der neugeschaffenen Oblus Yssyk-Köl ernannt. Im Jahre 1990 erhielt er den Grad eines Kandidat nauk. Im selben Jahr wurde er vorübergehend Vizepräsident Kirgisistans. Damals kandidierte er für das Amt des Präsidenten, verlor jedoch den Wahlkampf gegen Askar Akajew. 1991, noch vor der offiziellen Unabhängigkeit Kirgisistans von der Sowjetunion, wurde er stattdessen erster Premierminister der neugegründeten Kirgisischen Republik. Nach 311 Tagen im Amt verstarb er am 29. November 1991 im Alter von 48 Jahren bei einem Autounfall auf der M41. Einigen Gerüchten zufolge wurde er ermordet.

## Auszeichnungen
- Orden des Roten Banners der Arbeit
- Ehrenzeichen der Sowjetunion
- Held Kirgisistans